# Barbados en los Juegos Paralímpicos de Atenas 2004
Barbados estuvo representado en los Juegos Paralímpicos de Atenas 2004 por un deportista masculino. El equipo paralímpico barbadense no obtuvo ninguna medalla en estos Juegos.